# Rogneda (opéra)

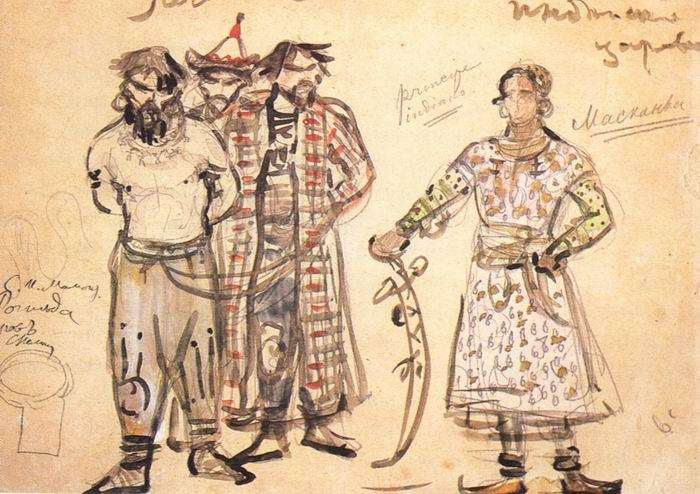
Esquisse de Mikhaïl Vroubel pour les Pétchénègues captifs, opéra Rogneda (1896).

Rogneda (russe : Рогнеда) est un opéra russe en cinq actes composé par Alexandre Serov entre 1863 et 1865. La trame écrite par le compositeur est basée sur La Tombe d'Askold (Аскольдова могила, 1833) de Mikhaïl Zagoskine et sur le poème Rogneda (vers 1825) de Kondrati Ryleïev. Le livret russe est écrit par Dmitri Averkiev et Alexandre Serov.
Cet opéra forme une sorte de suite au très réussi « singspiel » d'Alexeï Verstovski, La Tombe d'Askold, dont la première eut lieu en 1835, un an avant l'opéra de Glinka, Une vie pour le tsar qui aborde un thème patriotique. Dans la même veine patriotique, Rogneda combine dans son intrigue des éléments de la vie de l'héroïne principale (Rogneda de Polotsk) avec le baptême de la Russie, daté de 988 par la conversion de saint Vladimir. Avec son immense distribution et son intrigue tentaculaire, l'opéra exige un spectacle dans le genre de ceux de Meyerbeer.

## Premières
La première a lieu le 27 octobre 1865 au Théâtre Mariinsky de Saint-Pétersbourg, sous la baguette de Constantin Liadov (Mikhaïl Sariotti tenant le rôle de Vladimir, Olga Schröder dans le rôle d'Iziaslav). Ensuite l'opéra est joué l'année suivante au Théâtre Bolchoï de Moscou sous la direction de Chramek, Daria Leonova tenant le rôle de Rogneda.
La première remporte un immense succès et Rogneda demeure extrêmement prisé, même après la fin de l'Empire russe et au delà.

## Rôles

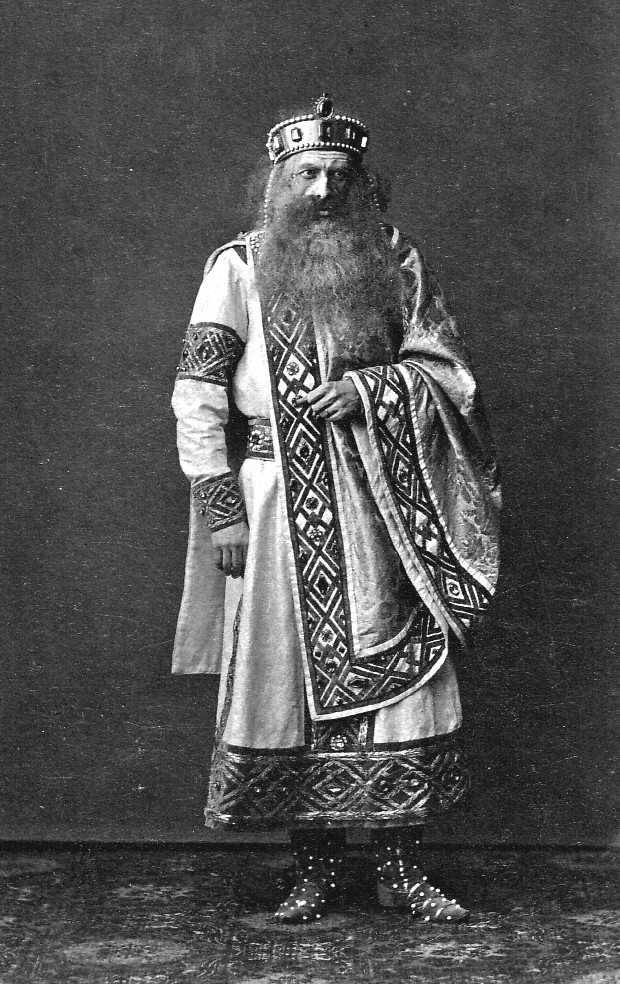
Mikhaïl Sariotti dans le rôle de Vladimir, 1865

- Vladimir, « Soleil éclatant », prince de Kiev : baryton
- Rogneda, une de ses femmes : mezzo-soprano
- Iziaslav, son fils de treize ans : contralto
- Dobrynia Nikititch, l'oncle du prince : basse
- Ruald, jeune Varègue chrétien : ténor
- Ingerd : ténor
- Droulav : basse
- Vieux pèlerin voyageur : basse
- Grand-prêtre de Peroun : basse
- Le bouffon du prince (skomorokh) : ténor
- Skoulda, la sorcière varègue : mezzo-soprano
- Malfroda, esclave de Rogneda : soprano
- La nourrice d'Iziaslav : soprano
- Le maître des lévriers : baryton
- 1er chasseur : ténor
- 2e chasseur : basse
- Des bogatyrs ; soldats de l'armée du prince ; anciens de la cité ; invités au banquet ; échansons ; chasseurs ; fauconniers ; maîtres des lévriers ; chasseurs à pied et à cheval ; prêtres de Peroun et sacrificateurs ; pèlerins voyageurs ; femmes à la fête ; esclaves de Rogneda ; skomorokhi ; danseurs et danseuses ; guerriers ; Petchénègues captifs, Varègues ; peuple.

## Argument

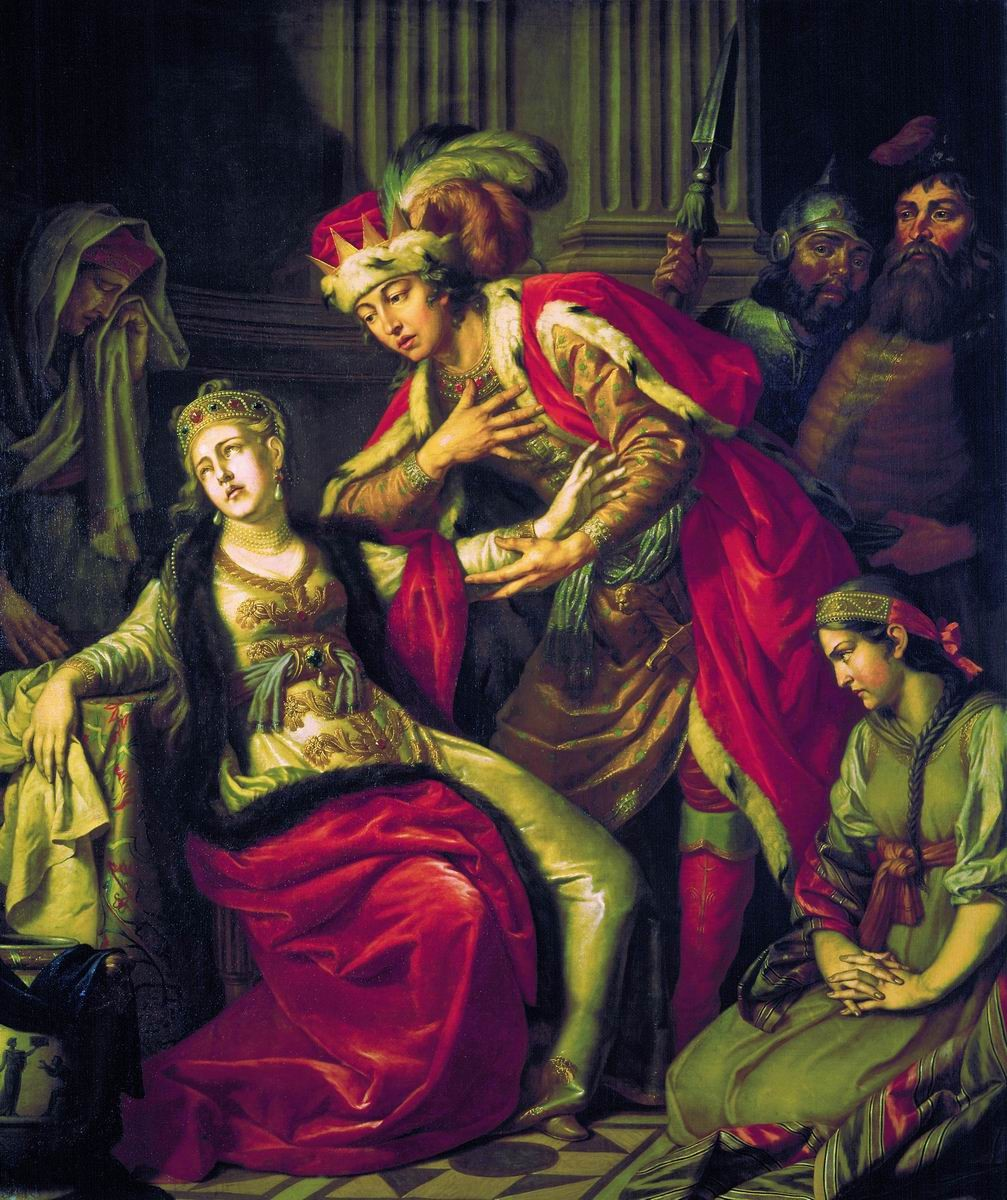
Vladimir et Rogneda d'Anton Lossenko (1770).

L'action se déroule à Kiev et dans ses environs à la fin du Xe siècle.
Note: Les Actes I et V peuvent contenir plus d'un décor

### Acte I
À l'intérieur de la grotte de Skoulda, le grand-prêtre de Peroun, préoccupé par l'échec du prince Vladimir à protéger la religion indigène de l'empiètement du christianisme, a décidé que Rogneda - sous l'influence de Skoulda - devait le tuer. Rogneda entre, se préparant déjà à venger la mort de son  père par Vladimir. Skoulda lui donne un couteau. Ensuite, l'on procède à un sacrifice pour le dieu Peroun; mais le chrétien Ruald empêche le grand-prêtre de sacrifier la première victime et Ruald est donc condamné à mort. Toutefois, lorsque le grand-prêtre apprend que Ruald, lui aussi a des griefs contre Vladimir (car Vladimir a enlevé la femme de Ruald, Olava), il décide alors de l'épargner.

### Acte II
Vladimir donne un grand banquet au retour de sa campagne victorieuse. Il apprend que Ruald a tenté de délivrer Olava et il ordonne qu'on le prenne pour le tuer. Lorsque Dobrynia Nikititch défend la dévotion de Ruald envers sa femme qui est tout à son honneur, Vladimir se fâche et menace de bannir Dobrynia; mais le bouffon parvient à calmer la situation.

### Acte III
Ruald rencontre dans une sombre forêt des pèlerins chrétiens itinérants. Un vieux pèlerin le dissuade de se venger du prince. Or ce dernier arrive par hasard au cours d'une chasse avec sa suite et ses chasseurs. Lorsque Vladimir est attaqué par un ours énorme, Ruald lui sauve la vie, mais meurt de blessures. Ce sacrifice, ainsi que les mots du vieil homme, qui mentionnent un miracle de salut pendant la nuit à venir, font forte impression sur le prince. Il décide à cause de l'heure tardive de demeurer au château de Rogneda qui se trouve à proximité.

### Acte IV
Dans sa tour, Rogneda est désolée jusqu'à ce qu'elle entende l'arrivée de Vladimir. Après s'être installé, le prince congédie sa suite et s'endort. Rogneda, couteau à la main, s'approche de lui; mais Vladimir se réveille soudain (il a fait un rêve de danger) et l'arrête, la menaçant d'exécution le lendemain.

### Acte V
De retour dans la grotte de Skoulda, le grand-prêtre consulte encore la sorcière. Skoulda lui fait part d'une vision selon laquelle Vladimir commande à son peuple de noyer une idole de Peroun dans le fleuve. Pendant ce temps, Iziaslav, le jeune fils que Vladimir a eu de Rogneda, intercède pour sa mère, obligeant le prince à laisser le sort de sa femme entre les mains du peuple. Appelé à un vétché, le peuple demande la mort de Rogneda. Les supplications supplémentaires d'Iziaslav persuadent Vladimir de pardonner à Rogneda. Les pèlerins chrétiens apparaissent et remercient Dieu pour la conversion de Vladimir.

## Réaction de la critique
Malgré l'énorme succès auprès du public et la reconnaissance officielle de l'opéra par l'empereur Alexandre II (après la première, l'empereur octroie à Serov une pension de mille roubles annuelle), l'œuvre est critiquée à plusieurs reprises par des représentants influents de la communauté musicale et littéraire de l'époque.
En 1866 Vladimir Stassov publie une «Lettre à un pseudonyme: ***», dans laquelle il exprime son attitude fortement négative: 
«... le public est maintenant amoureux de Rogneda , comme autrefois il était amoureux de Fenella, ou de La Vierge du Danube, ou de Monte Cristo, puis de la vogue de faire tourner les tables , puis dans le fait d'avoir tel heurtoir, puis dans bien d'autres choses comme ça. Mais le public est comme une femme: plus l'objet de son adoration est indigne, plus il s'y attache fortement, et s'il est déjà complètement insignifiant, alors une telle passion s'enflamme en lui et pendant longtemps évince tout le reste. À quoi servent alors les analyses, les arguments, les preuves ? Vont-ils écouter ? Tout vole alors devant leurs oreilles, sans trace, sans action. Et pourquoi déranger les autres pour qu'ils soient heureux, heureux à leur manière ? Que des larmes de reconnaissance coulent, que des milliers de cœurs soient touchés et reçoivent des exemples de bonnes mœurs (comme le disait aujourd'hui un feuilletoniste selon lequel la vocation directe du théâtre est d'ennoblir, d'éclairer, d'agir sur les mœurs et que donc Rogneda accomplit excellement de telles tâches). Laissez donc! Je ne toucherai à rien de tout ça.»
En 1867, l'écrivain Nikolaï Leskov dans son essai Le Théâtre dramatique russe à Saint-Pétersbourg souligne que la pompe de la production de Rogneda , dans laquelle même des chevaux sont impliqués, est justifiée par l'ampleur de l'intrigue.
Le compositeur Modeste Moussorgski reproche à Serov d'avoir « lors du festin de Vladimir lâché une chanson de taverne moderne ».

## Publication
- 1866, partition pour piano et voix, éd. Stellovsky, Saint-Pétersbourg

## Extraits importants
- La ballade varègue (Acte IV): à la base du chant viking dans Sadko

## Enregistrements
- 1945, dir: Alexandre Orlov. Orchestre symphonique de la radio d'URSS. Sofia Kisseliova (mezzo-soprano), Daniil Deminianov, extraits

## Source de la traduction
- (ru) Cet article est partiellement ou en totalité issu de l’article de Wikipédia en russe intitulé « Рогнеда (опера) » (voir la liste des auteurs).